# Januarius (Name)
Januarius ist ein männlicher Vorname. In Varianten wird er auch als weiblicher Vorname und Familienname verwendet.

## Herkunft
Der Name ist ebenso wie der Monatsname Januar vom römischen Gott Janus abgeleitet, dem Gott des Anfangs und des Endes.

## Gedenktage und Namenspatrone
- 19. September, Januarius von Neapel
- 13. Oktober, Januarius von Córdoba

## Varianten
Varianten ergeben sich aus den Übersetzungen in verschiedene Sprachen. Je nach Sprache wird der Name auch als Familienname und gelegentlich auch weiblicher Vorname verwendet.
Deutsch: Januar
Englisch: January
Französisch: Janvier
Italienisch: Gennaro
Lateinisch: Januarius
Portugiesisch: Januário, Januária
Spanisch: Genaro, Jenaro

## Namensträger des römischen Cognomens
Im Römischen Reich war Ianuarius (zuweilen auch eingedeutscht Januarius) ein Cognomen. Da nicht für alle römischen Personen Prä- und Gentilnamen erhalten sind, ist das Cognomen Ianuarius bei manchen Personen der einzige überlieferte Namensbestandteil.
- Gaius Iulius Ianuarius, römischer Ritter (1. oder 2. Jahrhundert n. Chr.)
- Gaius Suetonius Ianuarius, römischer Ritter (2. Jahrhundert n. Chr.)
- Ianuarius Nepotianus, Verfasser eines Auszugs aus den Facta et dicta memorabila des Valerius Maximus (3. oder 4. Jahrhundert)
- Ianuarius (General), römischer General (magister militum oder comes rei militaris, 363/364)
- Januarius († um 305), Bischof und Märtyrer
- Januarius von Córdoba († 304), christlicher Märtyrer

## Namensträger des Vornamens
- Januarius Aloysius MacGahan (1844–1878), amerikanischer Journalist
- Januarius Schwab (1668–1742), Abt des Benediktinerklosters in Münsterschwarzach
- Januarius Zick (1730–1797), deutscher Maler und Architekt

## Genaro
Genaro ist ein spanischer männlicher Vorname und Familienname.

## Gennaro
Gennaro ist ein italienischer männlicher Vorname und Familienname.

## Januar

### Januar als Familienname
- Judith Januar, Pseudonym von Adelheid Duvanel (1936–1996), Schweizer Schriftstellerin und Malerin

### Januar als Vorname
- Januar († um 305), frühchristlicher Heiliger, siehe Januarius
- Januar von Riedmatten (1763–1846), Schweizer Offizier und Politiker, Tagsatzungsgesandter, siehe Janvier de Riedmatten

## January

### January als Familienname
- Alex Janvier (1935–2024), kanadischer Künstler

- Charles January (1888–1970), US-amerikanischer Fußballspieler
- Don January (* 1929), US-amerikanischer Golfspieler
- John January (1882–1917), US-amerikanischer Fußballspieler
- Lois January (1913–2006), US-amerikanische Schauspielerin
- Thomas January (1886–1957), US-amerikanischer Fußballspieler

### January als Vorname
- January Kristen Jones (* 1978), US-amerikanische Schauspielerin
- January Antoni Michał Suchodolski (1797–1875), polnischer Kriegsmaler und Offizier

## Januária als Vorname
- Januária von Brasilien (1822–1901), Prinzessin von Brasilien und Infantin von Portugal

## Januário

### Januário als Vorname
- Januário Correia de Almeida (1829–1901), portugiesischer Kolonialadministrator, Diplomat und Politiker
- Januário Machaze Nhangumbe (* 1934), mosambikanischer Geistlicher und Bischof
- Januário da Costa Pereira, osttimoresischer Politiker
- Januário Soares, Politiker und Beamter aus Osttimor
- Januário Torgal Mendes Ferreira (* 1938), portugiesischer Geistlicher und Bischof

### Januário als Familienname
- Bheu Januário (* 1993), mosambikanischer Fußballspieler

## Janvier

### Janvier als Familienname
- Alex Janvier (1935–2024), kanadischer Künstler
- Antide Janvier (1751–1835), französischer Uhrmacher und Autor
- Emmanuel Janvier, französischer Maskenbildner und Friseur
- Ludovic Janvier (1934–2016), französischer Schriftsteller
- Maxime Janvier (* 1996), französischer Tennisspieler
- Thomas Allibone Janvier (1849–1913), US-amerikanischer Historiker und Autor

### Janvier als Vorname
- Janvier Grondin (* 1947), kanadischer Politiker
- Janvier Kataka Luvete (* 1947), kongolesischer Priester und Bischof
- Janvier Mbarga (* 1988),  kamerunischen Fußballspieler
- Janvier Ndikumana (* 1982), burundischer Fußballtorhüter
- Janvier de Riedmatten (1763–1846), auch Janvier-Joseph-Alphonse de Riedmatten oder Januar von Riedmatten, Schweizer Offizier und Politiker, Tagsatzungsgesandter
- Janvier Yahouédéou (* 1962), auch François Janvier Yahouédéou, beninischer Unternehmer und Politiker

## Jenaro als Vorname
- Jenaro Méndez y del Río (1867–1952), Bischof von Huajuapan de León

## Ianuarius als Cognomen
- Gaius Iulius Ianuarius, römischer Offizier (Kaiserzeit)
- Gaius Suetonius Ianuarius, römischer Offizier (Kaiserzeit)